# Emsweg
Emsweg ist der Name eines regionalen Wanderwegs des Wiehengebirgsverbandes Weser-Ems. Der Weg ist 162 Kilometer lang und begleitet die Ems von der westfälischen Stadt Rheine bis nach Leer in Ostfriesland.

## Streckenführung
Der Weg beginnt in der Innenstadt von Rheine in der Emsstraße am Emsufer. In nördlicher Richtung auf der westlichen Seite der Ems geht es durch Salzbergen, Emsbüren, an Lingen vorbei nach Meppen. Weiter durch Haaren an der Ems führt die Strecke immer wieder durch typische Flusslandschaften, bis sie ihr Ziel im Zentrum von Leer erreicht.
Der Emsweg ist flach und in 7 bis 9 Tagesetappen gut zu bewältigen. Markiert ist der Weg mit einem weißen „E“ auf schwarzem Grund.